# Abteivorwerk

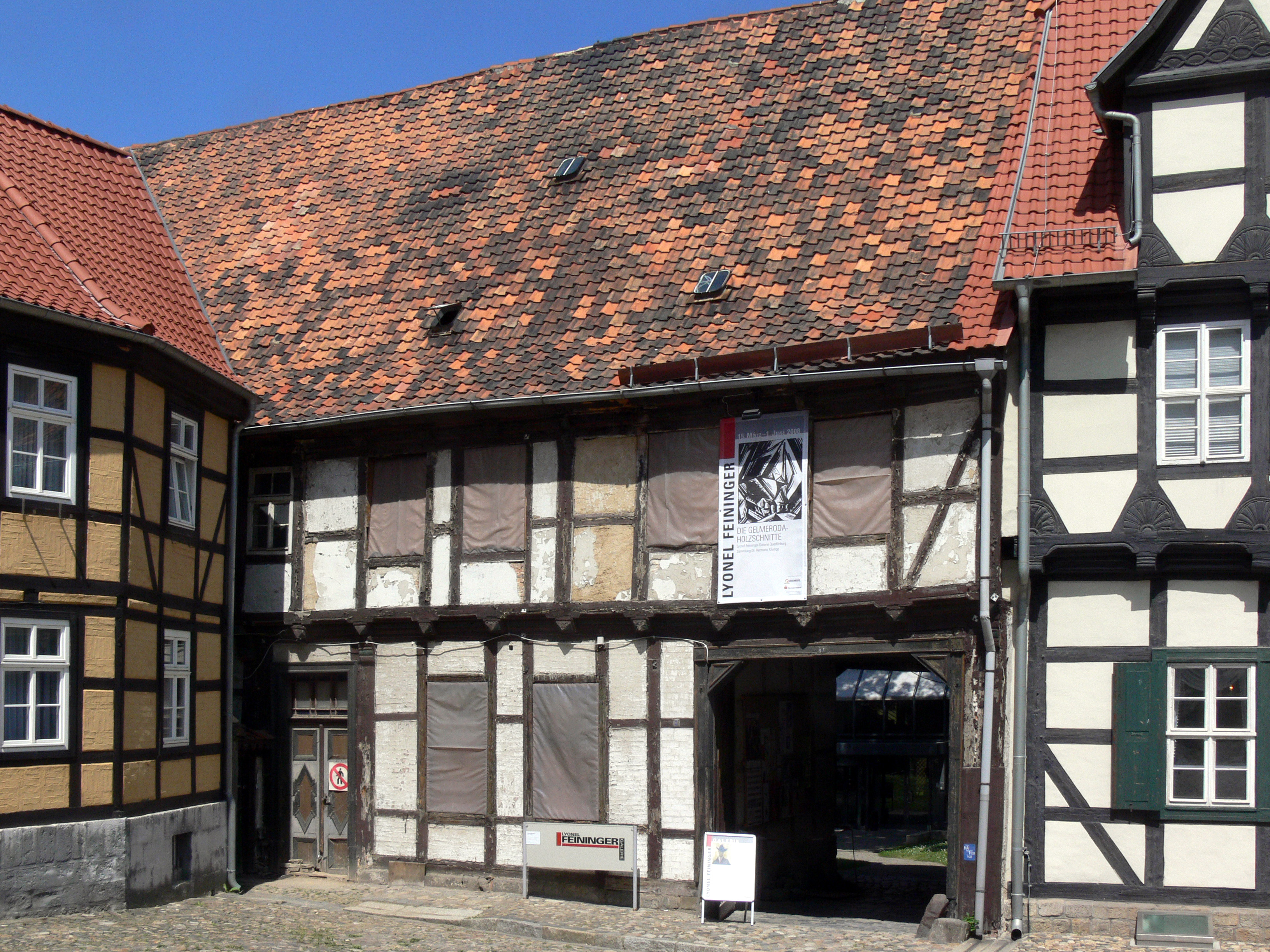
Abteivorwerk

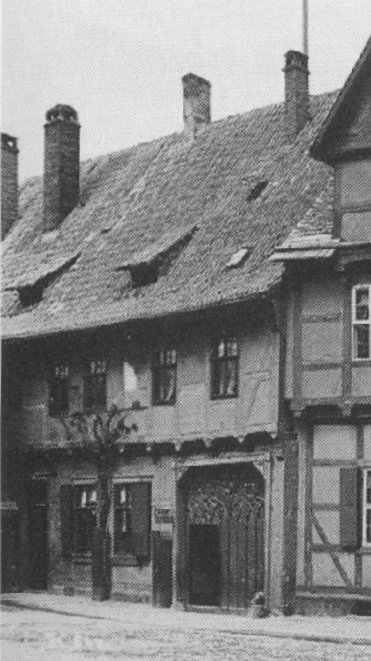
Schloßberg 11 in der Zeit um 1900

Das Abteivorwerk  ist ein denkmalgeschütztes Gebäude in der Stadt Quedlinburg in Sachsen-Anhalt.

## Lage
Es befindet sich an der Adresse Schlossberg 11, südlich der Quedlinburger Altstadt und gehört zum UNESCO-Weltkulturerbe. Die Straße Schlossberg bildet hier einen Platz, an dessen Nordseite das Haus steht. Unmittelbar westlich grenzt das gleichfalls denkmalgeschützte Haus Schloßberg 10, östlich das Klopstockhaus an. Der Eingang zur Feininger-Galerie führt durch das Abteivorwerk. Im Quedlinburger Denkmalverzeichnis ist das Gebäude als Vorwerk eingetragen.

## Architektur und Geschichte
Das zweigeschossige Wohnhaus der Hofanlage entstand in Fachwerkbauweise in der Zeit um 1660. Die Hofanlage diente als Vorwerk der Abtei. Die Fachwerkfassade des traufständigen Wohngebäudes ist mit Pyramidenbalkenköpfen verziert. In der Osthälfte des Gebäudes befindet sich eine Tordurchfahrt. Auf der Westseite des Hofs stehen ebenfalls zweigeschossige Gebäude, die zum Teil im 19. Jahrhundert umgebaut wurden.
Die straßenseitige, als Haustür genutzte Kassettentür stammt aus dem 19. Jahrhundert.